# Spuren von Blut
Spuren von Blut ist ein französischer Kriminalfilm von Frédéric Schoendoerffer aus dem Jahr 2000.

## Handlung
Georges Fabian und Jean-Louis Gomez arbeiten bei der Kriminalpolizei in Montpellier. Sie ermitteln im Fall der verschwundenen Marie Bourgoin. Sie wollte sich mit Freundinnen treffen, war jedoch nicht am Treffpunkt. Stattdessen fanden sich dort ihr Diskman und eine Zeitschrift, an der Blut klebte. Die Bourgoins vermissen auch ihren Hund – die Polizeispürhunde finden schließlich unweit des Hauses der Eltern die verscharrte Hundeleiche. Fabian und Gomez haben es in der Folge mit mehreren Leichenfunden zu tun. In einem See wurde eine weibliche und eine männliche Leiche ohne Kopf und Hände gefunden. Es handelt sich um die junge Penelope und ihren Freund Joseph. Der Fall wiederum erinnert an einen älteren, ungeklärten Leichenfund. Damals war eine Frauenleiche ohne Kopf und Hände gefunden worden, die die Ermittler „Mathilde“ nannten. Alle verschwundenen Frauen haben offensichtlich eine Übereinstimmung: Sie sind blond.
Beide Ermittler haben neben ihrer Arbeit auch ein sich veränderndes Privatleben: Fabians Frau ist schwanger, beide erwarten ein Mädchen. Gomez’ Tochter wiederum ist gerade 18 geworden und wird nach Paris ziehen. Dies nimmt Gomez’ Frau zum Anlass, um sich von ihrem Mann zu trennen. Gomez wiederum versucht seinen Kummer im Alkohol zu ertränken. Es trifft ihn hart, als die Bourgoins einen Brief des Täters erhalten, in der er den Eltern mitteilt, dass Marie tot sei, er sich jedoch drei Tage lang mit ihr vergnügt habe. Ein beigelegtes Foto zeigt eine blonde Frau gefesselt und bestialisch zugerichtet. Es ist unklar, ob die Person auf dem Foto wirklich Marie ist.
Die Ermittler lassen die Akten nach sämtlichen verschwundenen jungen und blonden Frauen der letzten Jahre durchsuchen. Frankreichweit wurden 17 Frauen als vermisst gemeldet und es lassen sich bald Bewegungsprofile des Täters erstellen. Da Penelopes Leiche Kreidespuren aufwies, kann der Tatort grob eingeschränkt werden. Auf einer Baustelle einer kleinen Siedlung wird ein Einbruch in einen der Rohbauten gemeldet und tatsächlich zeigt sich durch Luminol, dass im Rohbau ein Blutbad stattfand. Im nahen Weiher finden die Ermittler mehrere Köpfe, darunter die von Penelope, Joseph und Marie. Die Spurensuche im Haus ergibt neben menschlichen Überresten auch Hundehaare, die nach einer Untersuchung einem Collie zugeordnet werden können. Die Ermittlungen werden von einem Schicksalsschlag überschattet: Nach einem Essen bei Fabian bricht Gomez alkoholisiert zusammen und stirbt. Fabian ermittelt mit einem neuen Partner weiter. Zwei Däninnen werden Opfer des Täters, wobei eine im Krankenhaus verstirbt, ohne Angaben zum Mann machen zu können. Die Untersuchung der Hundehaare ergibt, dass das Tier krank ist und zur Behandlung ein bestimmtes Medikament dient. Alle Apotheken werden untersucht, in denen das Medikament angeboten wird. Tatsächlich erinnert sich eine Apothekerin, dass vor einigen Tagen ein Mann mehrere Medikamente abholte. Er kaufte auch Augentropfen, die unter anderem bei Reizungen durch Schwimmbadwasser benutzt werden. Im Schwimmbad kann die Apothekerin zwar keinen Mann identifizieren, dafür erkennt sie die Tasche des Mannes wieder. Sie gehört zu einer Frau und ihrer Tochter. Fabian folgt beiden zu ihrem Haus und steigt in die Wohnung ein, als Frau, Mann und Tochter das Haus verlassen haben. Zwar hört Fabian einen Hund heulen, wird jedoch niedergeschlagen, bevor er den Hund zu Gesicht bekommt. Fabian befindet sich tatsächlich im Haus des Täters. Dieser treibt Psychospiele mit ihm, als Fabian wieder zu sich kommt, erschießt seinen Collie vor Fabians Augen und auch seine Frau und seine Tochter, als diese überraschend das Haus betreten. Zuletzt droht er, Fabian zu erschießen, tötet sich jedoch vor dessen Augen selbst. Fabian bleibt blutüberströmt zurück. Einige Zeit später sieht man Fabian mit seiner Frau und der kleinen Tochter am Meer spazieren gehen.

## Produktion
Spuren von Blut wurde in Coyolles, Mireval, Montpellier, Palavas-les-Flots und Versailles gedreht. Die Kostüme schuf Virginie Montel, das Szenenbild stammt von Jean-Baptiste Poirot. Es war das Regiedebüt von Frédéric Schoendoerffer.
Der Film lief am 15. März 2000 in den französischen Kinos an und wurde von 208.755 Zuschauern gesehen. „Wie schlecht es auch im Produktionsland um die heimische Filmkultur steht, zeigt das enttäuschende kommerzielle Abschneiden von Frédéric Schoendoerffers Regiedebüt“, urteilte kino.de. In Deutschland erlebte er seine Premiere im Rahmen des Fantasy Filmfest 2000, fand jedoch keinen Kinoverleih. Er war erstmals am 5. November 2001 im ZDF im deutschen Fernsehen zu sehen.

## Kritik
Für den film-dienst war Spuren von Blut ein „spannender Polizeikrimi, der keine affirmative Unterhaltung liefern möchte, sondern die Psyche des Killers ebenso auslotet wie die der Polizisten, die Beruf und Privatleben kaum mehr in Einklang bringen können“. Der Film sei ein „beachtliches Regiedebüt mit glänzenden Darstellern.“ „Knallhart, unheimlich und extrem spannend“, befand Cinema. „Statt der Morde setzt Frédéric Schoendoerffer […] in seinem Regiedebüt die Polizeiarbeit detailliert und packend in Szene.“

## Auszeichnungen
Spuren von Blut wurde 2001 für einen César als Bestes Erstlingswerk nominiert.